# Annals of the South African Museum
Annals of the South African Museum (abreviado Ann. S. African Mus.) es una revista ilustrada con descripciones botánicas que es editada Sudáfrica. Es publicada desde el año 1898.